# Hyposoter himalayensis
Hyposoter himalayensis là một loài tò vò trong họ Ichneumonidae.